# George S. Mickelson
George Speaker Mickelson, född 31 januari 1941 i Mobridge, South Dakota, död 19 april 1993 i Dubuque, Iowa, var en amerikansk republikansk politiker. Han var guvernör i delstaten South Dakota 1987-1993. Han omkom i en flygolycka. Hans far George T. Mickelson var guvernör i South Dakota 1947-1951.
Mickelson tjänstgjorde i United States Army i Vietnamkriget. Han blev först invald 1974 i South Dakota House of Representatives, underhuset i delstatens lagstiftande församling. Han var ledamot av underhuset i sex år och två sista åren som talman.
Mickelsons död i en flygolycka inträffade samma dag som belägringen av davidianerna i Waco avslutades, och överskuggades därför av de uppmärksammade händelserna i Waco.